# Copa Gato 2012
La Copa Gato 2012 fue la novena edición correspondiente al torneo amistoso de fútbol Copa Gato, siendo organizada por la empresa Pegaso Chile S.A., continuadora de la productora MERCOM S.A., y auspiciada por la Viña San Pedro, dueña de la marca de vino Gato.
En aquella versión se jugó el preliminar entre CD Temuco y Curicó Unido con un empate 0-0 y luego tuvo lugar el Clásico del fútbol chileno, entre Colo-Colo y Universidad de Chile. El duelo, efectuado en el Estadio Germán Becker de Temuco, terminó en el minuto 87 debido a incidentes, con una victoria por 2-1 del cuadro albo, que se adjudicó el trofeo amistoso.

## Colo-Colo v/s Universidad de Chile
| POR   | Francisco Prieto          |  |
| MED   | Rafael Caroca             |  |
| DEF   | Luis Mena                 |  |
| DEF   | Leandro Delgado           |  |
| DEF   | Manuel Bravo              |  |
| MED   | José Pedro Fuenzalida 73' |  |
| MED   | Horacio Cardozo           |  |
| MED   | Juan Toloza 85'           |  |
| DEL   | Rodrigo Millar 73'        |  |
| DEL   | Roberto Gutiérrez 81'     |  |
| DEL   | Mathías Vidangossy 46'    |  |
| D. T. | Ivo Basay                 |  |

| POR   | Johnny Herrera       |  |
| DEF   | Osvaldo González 85' |  |
| DEF   | Albert Acevedo       |  |
| DEF   | Igor Lichnovsky      |  |
| DEF   | Matías Rodríguez     |  |
| MED   | Marcelo Díaz         |  |
| MED   | Charles Aránguiz 63' |  |
| MED   | Eugenio Mena 81'     |  |
| MED   | Pedro Morales 76'    |  |
| DEL   | Gustavo Canales      |  |
| DEL   | Junior Fernandes     |  |
| D. T. | Jorge Sampaoli       |  |

| DEF | Gonzalo Fierro        | 73' |
| DEF | Bruno Romo            | 85' |
| MED | Miguel Ángel González | 73' |
| DEL | Christian Vilches     | 81' |
| DEL | Esteban Paredes       | 46' |

| DEL | Raúl Ruidíaz       | 85' |
| DEL | Francisco Castro   | 63' |
| DEL | Roberto Cereceda   | 81' |
| DEL | Gustavo Lorenzetti | 76' |

|  | 75' | Esteban Paredes       |
|  | 78' | Miguel Ángel González |

|  | 69' | Matías Rodríguez |

| Amonestado | Manuel Bravo    |
| Amonestado | Horacio Cardozo |

| Amonestado | Igor Lichnovsky |

| Árbitro | Eduardo Gamboa |

| POR   | Francisco Prieto          |  |
| MED   | Rafael Caroca             |  |
| DEF   | Luis Mena                 |  |
| DEF   | Leandro Delgado           |  |
| DEF   | Manuel Bravo              |  |
| MED   | José Pedro Fuenzalida 73' |  |
| MED   | Horacio Cardozo           |  |
| MED   | Juan Toloza 85'           |  |
| DEL   | Rodrigo Millar 73'        |  |
| DEL   | Roberto Gutiérrez 81'     |  |
| DEL   | Mathías Vidangossy 46'    |  |
| D. T. | Ivo Basay                 |  |

| POR   | Johnny Herrera       |  |
| DEF   | Osvaldo González 85' |  |
| DEF   | Albert Acevedo       |  |
| DEF   | Igor Lichnovsky      |  |
| DEF   | Matías Rodríguez     |  |
| MED   | Marcelo Díaz         |  |
| MED   | Charles Aránguiz 63' |  |
| MED   | Eugenio Mena 81'     |  |
| MED   | Pedro Morales 76'    |  |
| DEL   | Gustavo Canales      |  |
| DEL   | Junior Fernandes     |  |
| D. T. | Jorge Sampaoli       |  |

| DEF | Gonzalo Fierro        | 73' |
| DEF | Bruno Romo            | 85' |
| MED | Miguel Ángel González | 73' |
| DEL | Christian Vilches     | 81' |
| DEL | Esteban Paredes       | 46' |

| DEL | Raúl Ruidíaz       | 85' |
| DEL | Francisco Castro   | 63' |
| DEL | Roberto Cereceda   | 81' |
| DEL | Gustavo Lorenzetti | 76' |

|  | 75' | Esteban Paredes       |
|  | 78' | Miguel Ángel González |

|  | 69' | Matías Rodríguez |

| Amonestado | Manuel Bravo    |
| Amonestado | Horacio Cardozo |

| Amonestado | Igor Lichnovsky |

| Árbitro | Eduardo Gamboa |

### Campeón
| Campeón Colo-Colo |